# Censo ecuatoriano de 2022
El VIII Censo de Población, VII de Vivienda y I de Comunidades de Ecuador del 2022 tuvo lugar el 7 de noviembre y finalizó  el 18 de diciembre del 2022, aunque por motivos de fuerza mayor que han enfrentado los censistas (debido a los robos que han sufrido en sus equipos informáticos como tablets y otros), se extendío una semana más por el cual se extendió hasta la víspera de la Nochebuena de ese año, es decir, hasta el 23 de diciembre.
Se tiene previsto que los datos previstos del censo, estén publicados para abril del 2023
Originalmente debió haberse llevado a cabo en noviembre del 2020, pero por la pandemia de COVID-19 se tuvo que postergar.
El INEC prepara más de 16 mil vacantes como censistas y supervisores de censistas, para llevar a cabo este censo de población en 2022.

## Presupuesto y programación del Plan Operativo
El presupuesto que será puesto para el desarrollo del censo por parte del INEC será de 57 millones de dólares, el plan operativo del censo contempla que ya no será necesario la participación de estudiantes de los colegios y universidades del país y se lo va a hacer de forma presencial y virtual.

## Objetivo del Censo de Población, Vivienda y Comunidades
El objetivo del Censo 2022 es cuantificar y caracterizar las viviendas, los hogares y la población del país. A partir de los resultados, se podrán conocer las principales características demográficas y socioeconómicas de todas las personas que residen en el territorio nacional y sus condiciones habitacionales.
Esta será la primera vez que se realizará un Censo de Derecho, es decir, que las personas son contabilizadas (según su lugar de residencia habitual donde pasan la mayor parte del tiempo durante la semana) y por supuesto reducir el error humano en el momento de tabular los datos del censo ya que con los avances tecnológicos y el Internet, pues se garantizarán los datos verídicos del mismo.
La de “censo de derecho” es la definición más utilizada a nivel mundial debido al creciente interés por la información y el comportamiento de los hogares y las personas en sus lugares de residencia.